# 張灼祥
張灼祥（英語：Terence Chang Cheuk Cheung），1947年11月4日—）曾任拔萃男書院第九任校長、曾分別擔任保良局羅傑承(一九八三)中學、保良局董玉娣中學和賽馬會體藝中學創校校長，亦曾擔任香港電台文化節目主持、前香港藝術發展局成員，又是一位作家，早年與友人創辦《大拇指周刊》、《素葉文學》等。張灼祥曾於週日在蘋果日報「名采」版撰寫專欄《放羊》，另外在信報、頭條日報及星島日報亦有專欄刊登，並為曾為多份月刊雜誌撰寫教育親子文章。2021年2月辭去德萃小學及德莘幼稚園校監一職。

## 簡歷
張灼祥的父親張樹仁曾為國軍軍官，二戰後在廣州任警察局局長，其後移居香港，居於新界上水金錢村，並出任打鼓嶺嶺英公立學校小學校長。張灼祥早年就讀嶺英公立學校（1960年小六），至小學畢業後考入拔萃男書院，於1965年中五畢業，1967年中七畢業。其後考入香港大學文學院，1970年取得三級榮譽文學士學位。然後以半工讀方式修畢香港中文大學教育文憑（Diploma in Education），再前往哈佛大學修讀教育碩士（M.Ed.），自此開始任職教育界。投身教育業超逾四十年，2000年至 2012年間擔任母校拔萃男書院第九任校長，妻子范玲，任教于香港理工大學中文及雙語學系。
2011年9月3日張灼祥宣佈於來年8月正式退休，並計畫翌年7月與男拔師弟藝人鄧梓峰拍檔舉行三場「棟篤笑」，笑談各項教育議題。
2012年9月轉往商界任職董事。

## 出版書籍
- 《中學生的挑戰》，1989年
- 《作家訪問錄》，1994年
- 《獨樂橋》，1996年
- 《半年半生》，1998年
- 《走好第一步》，2005年
- 《比陽光燦爛》，2007年
- 《 一個人在旅途上》，2008年
- 《今夜煙花燦爛》，2010年
- 《仲夏夜之夢》，2010年
- 《徐行》，2011年
- 《太陽底下那一刻》，2011年
- 《有關記憶的》，2011年
- 《從新出發》，2012年
- 《太陽底下每一刻》，2012年，與范玲合著
- 《樂在其中》2013年
- 《閱讀生活》2014年
- 《拔萃十二年的日子》2019年
- 《五十年．細說拔萃從前》2020年
- 《校長會客室》2012年
- 《五年、十年, 拔萃依然》 2021年
- 《體藝拔萃再回首》 2023年

## 逸事
- 張灼祥是賽馬會體藝中學創校校長，任內因留鬍子的外型而被學生稱為「肯得基叔叔」[10]

## 外部連結
- Executive日記——細讀張灼祥文字 感受太陽底下一刻
- 拔萃男書院校長張灼祥 成就孩子的天空

| 學術機關職務            | 學術機關職務                                 | 學術機關職務              |
| ----------------------- | -------------------------------------------- | ------------------------- |
| 前任： －               | 香港保良局羅傑承(1983)中學校長 1984年-1987年 | 繼任： 謝伯開             |
| 前任： －               | 香港保良局董玉娣中學校長 1987年-1989年       | 繼任： 陳紹鉅             |
| 前任： －               | 香港賽馬會體藝中學校長 1989年-2000年         | 繼任： 陳嫣虹             |
| 前任： 黎澤倫（J. Lai） | 香港拔萃男書院校長 2000年-2012年             | 繼任： 鄭基恩（R. Cheng） |